# Fantômes blancs
Fantômes blancs est une série de bande dessinée française scénarisée par Appollo et dessinée par Li-An.

## Historique
Éditée par Vents d'Ouest, la série se compose de deux albums, le premier paru sous le titre Maison Rouge et publié en 2005, le second intitulé Bénédicte et sorti en 2006,. L'action se déroule au début du XXe siècle sur le domaine de Maison Rouge, à La Réunion, un grand domaine à l'abandon.

## Albums
- Maison Rouge, tome 1, 2005 –  (ISBN 2-7493-0196-3).
- Bénédicte, tome 2, 2006 –  (ISBN 2-7493-0301-X).

## Prix
Le dessin de Li-An est récompensé par le Prix Nouvelle République 2005 pour le premier tome de la série.